# Sal Abruscato
Sal Abruscato (Brooklyn, 18 de julio de 1970) es un baterista estadounidense, reconocido por su participación en las agrupaciones Type O Negative y Life of Agony. Actualmente lidera su propia agrupación, llamada A Pale Horse Named Death, la cual ha publicado 4 álbumes (And Hell Will Follow Me, Lay My Soul to Waste, When the World Becomes Undone e Infernum in Terra). Fundó la banda Type O Negative junto al cantante Peter Steele.

## Discografía

### Type O Negative
- Slow, Deep and Hard (1991)
- The Origin of the Feces (1992)
- Bloody Kisses (1993)
- After Dark DVD (1994)

### Life of Agony
- River Runs Red (1993)
- Ugly (1995)
- River Runs Again (2003)
- A Place Where There's No More Pain (2017)

### A Pale Horse Named Death
- And Hell Will Follow Me (2011)
- Lay My Soul to Waste (2013)